# 伯氏割齒喉盤魚
伯氏割齒喉盤魚（學名：Tomicodon briggsi），為輻鰭魚綱鱸形目喉盤魚亞目喉盤魚科的其中一種，分布於中西大西洋區，包括貝里斯、美屬維京群島、格瑞那達等海域，棲息深度可達12公尺，體長可達1.7公分，屬底棲性魚類，棲息在沙石底質海域。